# 阿拉斯同盟
阿拉斯同盟（荷蘭語：Unie van Atrecht）是八十年战争期间，哈布斯堡尼德兰地区南方省份于1579年初结成的政治联盟。其成员包括阿图瓦伯国（County of Artois）、埃诺伯国（County of Hainaut）及杜埃市（Douai）。该同盟的成立源于在西属尼德兰总督法尔内塞的煽动下，南方天主教省份对起义军领袖奥兰治亲王（Prince of Orange）与三级会议（States General of the Netherlands）宗教政策产生的不满，尤其是自1577年10月以来，激进加尔文主义者主导的根特共和国（Calvinist Republic of Ghent）崛起引发的紧张局势。
1579年1月6日，同盟成员签署宣言，表明将坚决捍卫罗马天主教信仰，反对其他省份加尔文主义者对天主教传统与权益的侵蚀。此后，同盟开始与西班牙王室展开单独和谈，最终于1579年5月17日达成《阿拉斯条约》（Treaty of Arras），承认西班牙国王腓力二世的主权，以换取宗教宽容和地方特权的保留。此举标志着尼德兰南部天主教省份与北部新教起义势力的正式分裂，为后续乌得勒支同盟的成立与荷兰独立进程埋下关键伏笔。

## 背景
根特和约（1576年）签订后，整个哈布斯堡尼德兰的十七省（Habsburg Netherlands）联合起来反对其宗主——西班牙国王腓力二世的统治。各省组成布鲁塞尔同盟（Union of Brussels），建立由三级会议（States General）主导的正式政府，并任命马蒂亚斯大公（Archduke Matthias，日后的神圣罗马皇帝）为总督，与西班牙王室指派的原总督奥地利的唐胡安（Don Juan of Austria）形成对峙。起义的核心省份荷兰与泽兰的领袖奥兰治亲王威廉（William of Orange）在国务委员会（Council of State）中担任要职，负责执行三级会议的决议。
根特和约的重要条款规定：荷兰与泽兰两省承认加尔文派的宗教自由，其他十五省则维持天主教的官方地位，但须容忍新教徒的存在。然而，其他省份的加尔文主义者很快要求同等自由。在佛兰德与布拉班特，激进分子甚至通过武力夺取根特、布鲁日、安特卫普等城市的政权，引发南部天主教政治势力的强烈不满。奥兰治亲王试图以“宗教和平”政策调和矛盾，主张在全尼德兰范围内允许天主教与新教共存。
这一政策虽旨在维护统一，却加剧了南北分歧。南方天主教省份担忧新教势力扩张，而北方则坚持宗教改革。1578年，34岁的法尔内塞被任命为尼德兰总督。法尔内塞主张拢络尼德兰天主教徒的策略，尽可能取得当地人的支持，在1579年协助尼德兰南部十省（大多数仍信奉天主教）与西班牙缔结盟约，以西班牙不另外驻军为条件，承认西班牙的宗主权。南方各省最终于1579年转向与西班牙王室妥协，签署《阿拉斯条约》（Treaty of Arras），而北方则结成乌得勒支同盟（Union of Utrecht），最终导致尼德兰的分裂与联省共和国的诞生。